# 蔡珂宜
蔡珂宜（英語：Chloe Chua，2007年1月7日—）是新加坡小提琴家。蔡珂宜是2018年梅紐因國際青少年小提琴比賽的首獎得主，同時也是第24屆安德烈亞·波斯塔奇尼國際小提琴比賽A組冠軍。

## 生平
蔡珂宜生於新加坡，她的母親是一位音樂家，2歲半時便開始教她學習鋼琴。從4歲起便由殷柯在南洋美術學院和青年才藝學院弦樂部教導小提琴。蔡珂宜曾在世界各地演出，如英國、意大利、中國、泰國、沙特阿拉伯和新加坡。又參加了新加坡小提琴節等音樂節。蔡珂宜還曾與新加坡交響樂團、廈門愛樂樂團、薩爾茨堡室內樂團、俄羅斯國家青年管弦樂團、巴塞爾室內樂團和中國愛樂樂團合作演出。2018年，蔡珂宜和李映衡并列獲得梅紐因國際青少年小提琴比賽一等獎。

### 參加節目
双琴侠2018年的影片「玲玲是個女孩嗎？」中，介紹蔡珂宜參加梅紐因國際青少年小提琴比賽。蔡珂宜在2020年9月訪問了雙琴俠，並就密爾斯坦所改編的帕格尼尼魂舉辦了一場大師班。之後還與了雙琴俠一起參加了2021年3月發布的“Ling Ling 挑战”（Ling Ling Workout），及之後在2021年5月發布的短劇。

### 小提琴
蔡珂宜曾使用過一些歷史悠久的小提琴，例如從Dr. Peter Chew借來一把 Vincenzo Postiglioni 1884 和從弗洛里安·莱昂哈德高级小提琴（Florian Leonhard Fine Violins）借了一年的1625阿瑪蒂小提琴。她最近的演出是使用凜收集（Rin Collection）的Peter Guarneri, Mantua 1729。

## 獎項
- 泰國國際弦樂比賽初級組一等獎[6]
- 2015年：新加坡全國鋼琴和小提琴比賽少年組三等獎[6]
- 2016年：交響樂924青年英才計劃青少年組一等獎
- 2017年：第二屆珠海莫扎特國際青年音樂家小提琴比賽A組三等獎[4][6]
- 2017年：第24屆安德烈亚·波斯塔奇尼国际小提琴比赛A類一等獎[4][6]
- 2017年：新加坡全國鋼琴和小提琴比賽少年組一等獎[6][17]
- 2018年：耶胡迪·梅紐因國際青年小提琴比賽少年組一等獎[2]

## 專輯
- 2023 The 1st Album: Vivaldi Four Seasons & Locatelli Harmonic Labyrinth
- 2024 The 2nd Album: Butterfly Lovers Violin Concerto & Paganini
- 2025 The 3rd Album: Mozart Violin Concertos